# Thomas Nagel
Thomas Nagel, född 4 juli 1937 i Belgrad, nuvarande Serbien, är en framstående amerikansk filosof, professor i filosofi och rättsvetenskap vid New York University. Nagel har främst inriktat sig på medvetandefilosofi, politisk filosofi, och etik. Han har blivit internationellt känd för sin kritik av reduktionismen i sin artikel ”What Is it Like to Be a Bat?” (1974), men även för sina bidrag om etiska, politiska och sociala frågor. I etiskt avseende har han försvarat altruism emot till exempel egoism.

## Biografi
Thomas Nagel föddes i forna Jugoslavien i en judisk familj. Han avlade filosofie kandidatexamen vid Cornell University 1958, och vid Oxford University 1960. År 1963 doktorerade han vid Harvard University för John Rawls. Därefter undervisade han vid  University of California, Berkeley (1963–1966) och vid Princeton University (1966–1980). År 1980 utsågs han till professor i filosofi vid New York University, och 1986 till professor i filosofi och rättsvetenskap där. Åren 2001–2003 innehade han Fiorello LaGuardia-professuren i juridik.
Han är medlem av British Academy, American Academy of Arts and Sciences, och har erhållit ett flertal andra utmärkelser och erkännanden, däribland 2008 års Schockpris i logik och filosofi.

## Filosofi
I sin artikel ”What Is it Like to Be a Bat?” lyfter Nagel fram frågan om att medvetande är en subjektiv erfarenhet som inte kan reduceras till hjärnaktiviteten, det utgörs av aspekten "vad det innebär att". Därför fastslår Nagel att medvetandefilosofin inte kommer att fortskrida förrän en giltig distinktion mellan subjektivitet och objektivitet har uppställts.
Hans böcker har översatts till ett tiotal språk. På svenska har Utsikten från ingenstans (The View from Nowhere),  Vad är meningen med alltihop? (What Does It All Mean?) och Sista ordet (The Last Word) utgivits.